# Gare de Nankin-Sud
La gare de Nankin-Sud  est une gare ferroviaire chinoise de la LGV Pékin - Shanghai située à Nankin dans le district de Yuhuatai. 
Elle est inaugurée le 30 juin 2010. Elle serait l'une des plus grandes gares en superficie. 

## Situation ferroviaire
Établie à 16 mètres d'altitude, la gare de bifurcation de Nankin-Sud est notamment située au point kilométrique (PK) 1018,600 de la LGV Pékin - Shanghai, entre les gares de Chuzhou et de Zhenjiang-Sud.

## Service des voyageurs

### Desserte
Elle est desservie par des trains à grande vitesse de la ligne de Pékin à Shanghai.

### Intermodalité
Elle est desservie par les lignes 1 et 3 du Métro de Nankin.